# Натрий-ионный аккумулятор

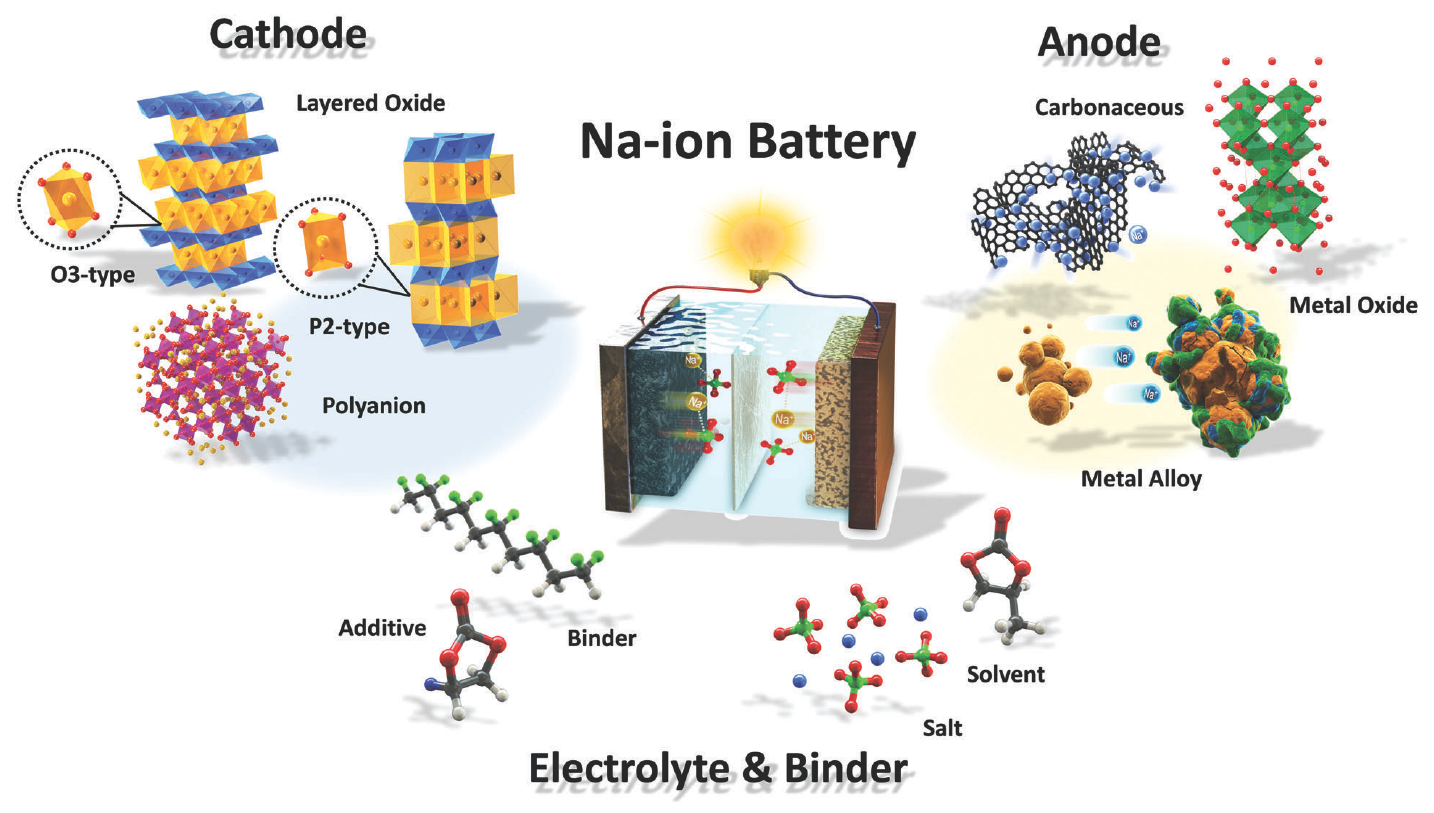
Схема натрий-ионного аккумулятора

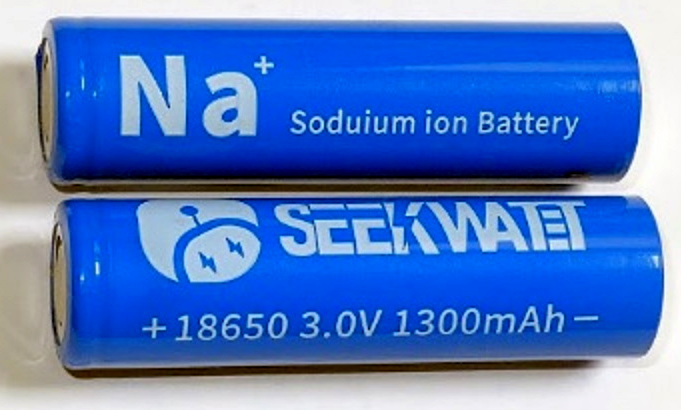
Натрий-ионный аккумулятор типоразмера 18650

Натрий-ионный аккумулятор (Na-ion) — тип электрического аккумулятора, который имеет близкие к литий-ионному аккумулятору энергетические характеристики, но стоимость применяемых в нём материалов значительно ниже (натрий примерно в 50 раз дешевле лития). 
Преимуществом натрий-ионных батарей является безвредность разряда до нуля, что делает более безопасной их перевозку и хранение. Также натрий-ионные батареи обладают преимуществами при низких температурах по сравнению с литий-ионными батареями.
По состоянию на апрель 2025 года в мире продаются коммерческие натрий-ионные автомобильные аккумуляторы, а также электромобили с натрий-ионными тяговыми батареями. Однако эти продукты занимают небольшую долю на рынке, уступая литий-ионным батареям. Также в небольших масшатабах натрий-ионные батареи используются в системах для накопления электроэнергии, включая бытовые пауэрбанки.

## История
Разработка натрий-ионных аккумуляторов началась ещё в 1970-х годах, но литий-ионные батареи показались производителям более многообещающими.
В начале 2015 года была выпущена первая Na-Ion батарею в формате батареи 18650).
Продолжение исследований швейцарскими учёными позволило в 2017 году получить значительно большую стабильность ёмкости по числу циклов заряд-разряд.
Трудность в замене лития более дешёвым натрием возникла из-за разницы размеров катионов натрия Na+ и лития Li+ — больший диаметр первых затруднял создание сепараторов.
В ноябре 2017 французская компания Electrochemical Energy Storage (RS2E) анонсировала новую улучшенную батарею формата 18650, имеющую напряжение 3,5 В, удельную ёмкость 90 Вт*ч/кг, количество циклов заряд-разряд более 2000 без существенной потери ёмкости, что соответствует примерно 10 годам эксплуатации.
Натрий-ионная тяговая батарея электромобилей впервые была представлена в 2021 году китайской компанией Contemporary Amperex Technology (CATL), а первый коммерческий автомобиль с этой батареей появился, в Китае, в 2024 году.
В апреле 2025 года CATL создала бренд натрий-ионных тяговых батарей Naxtra для заряжаемых автомобилей и аккумуляторов автомобилей. Компания сообщила о начале массового производства батарей Naxtra в декабре 2025 года. Батареи будут полноценно работать при температурах до -40 °C.

## Характеристики
- Напряжение
  - максимальное: 3,95 В (полностью заряжен)
  - номинальное 3,0 ~ 3,1  В
  - минимальное: 1,50 В (полностью разряжен)
  - Возможность разряда до 0 В без влияния на производительность аккумулятора
- Диапазон рабочих температур при разряде: от −40 °C до +60 °C; при заряде: от -20 °C до 45 °C.

Натрий-ионный аккумулятор обладает ёмкостью не менее 115 А*ч/кг после 50 циклов, расчётную полную ёмкость (по катоду) 400 Вт*ч/кг.
Ресурс аккумуляторов ограничивал возможность коммерческого использования, но после 2015 года удалось значительно увеличить число циклов работы, используя многослойный оксидный катод.